# 세븐 틴
《세븐틴》(7 Teen)은 가수 메이다니의 첫 번째 싱글 앨범이다. 

## 수록곡
1. 아이디(ID)
2. 몰라 잉(Ing)
3. 처음처럼
4. 몰라 잉(IS 믹스)
5. 몰라 잉(뮤직비디오 편집)
6. ID(연주곡)
7. 몰라 잉(연주곡)
8. 처음처럼(연주곡)